# Canal de Rois
El Canal de Rois és un corrent fluvial de les Pallars Sobirà, que neix a la Serra de Tudela i desemboca a la Noguera de Vallferrera.